# Dreifaltigkeitskirche (Baldwinowice)

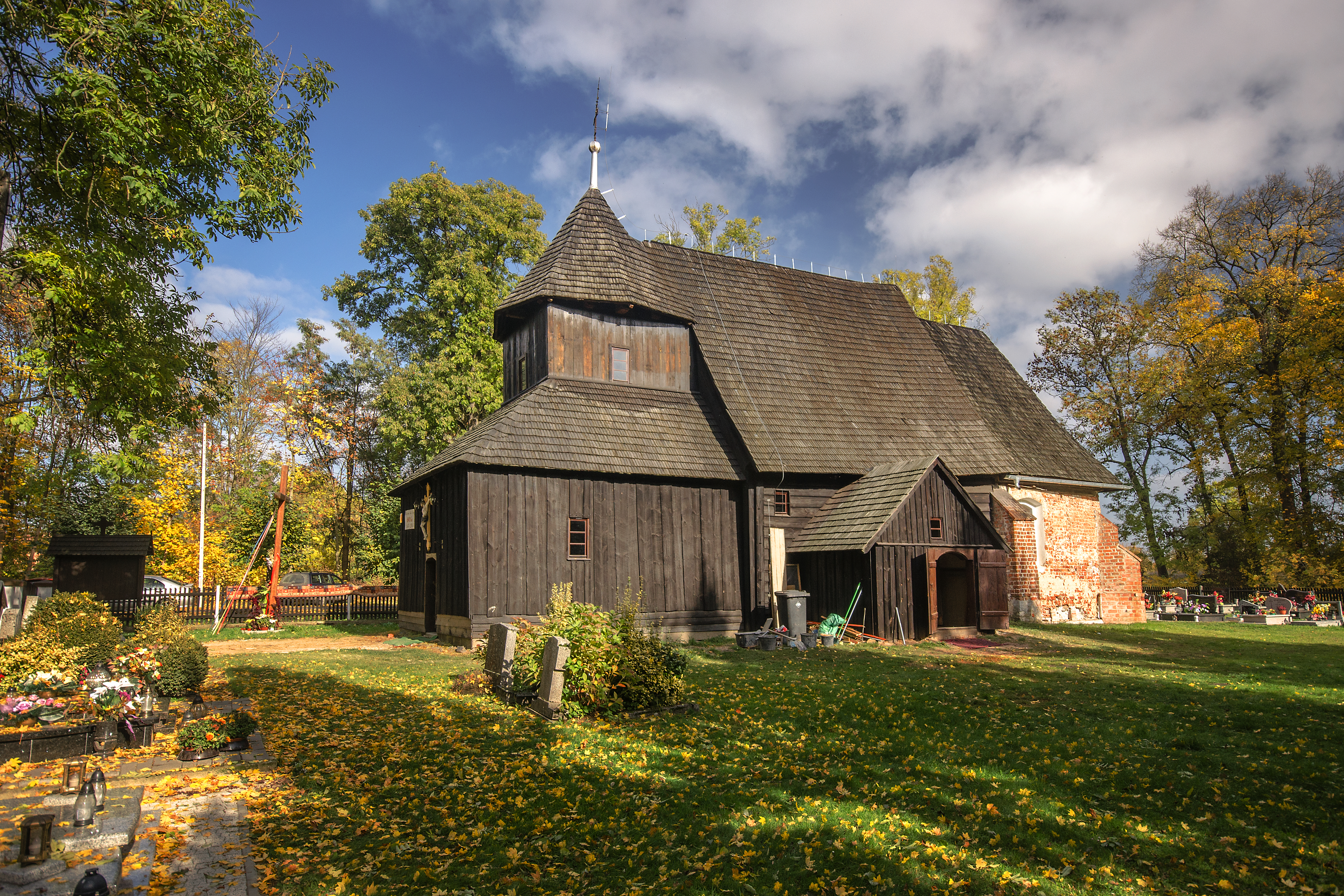
Dreifaltigkeitskirche – Südfassade

Die Dreifaltigkeitskirche  (Kościół Świętej Trójcy) ist eine römisch-katholische Schrotholzkirche in der schlesischen Ortschaft Baldwinowice (Belmsdorf) in der Woiwodschaft Opole. Die Kirche ist eine Filiale der Pfarrei St. Michael (Parafia św. Michała Archanioła) in Michalice.

## Geschichte

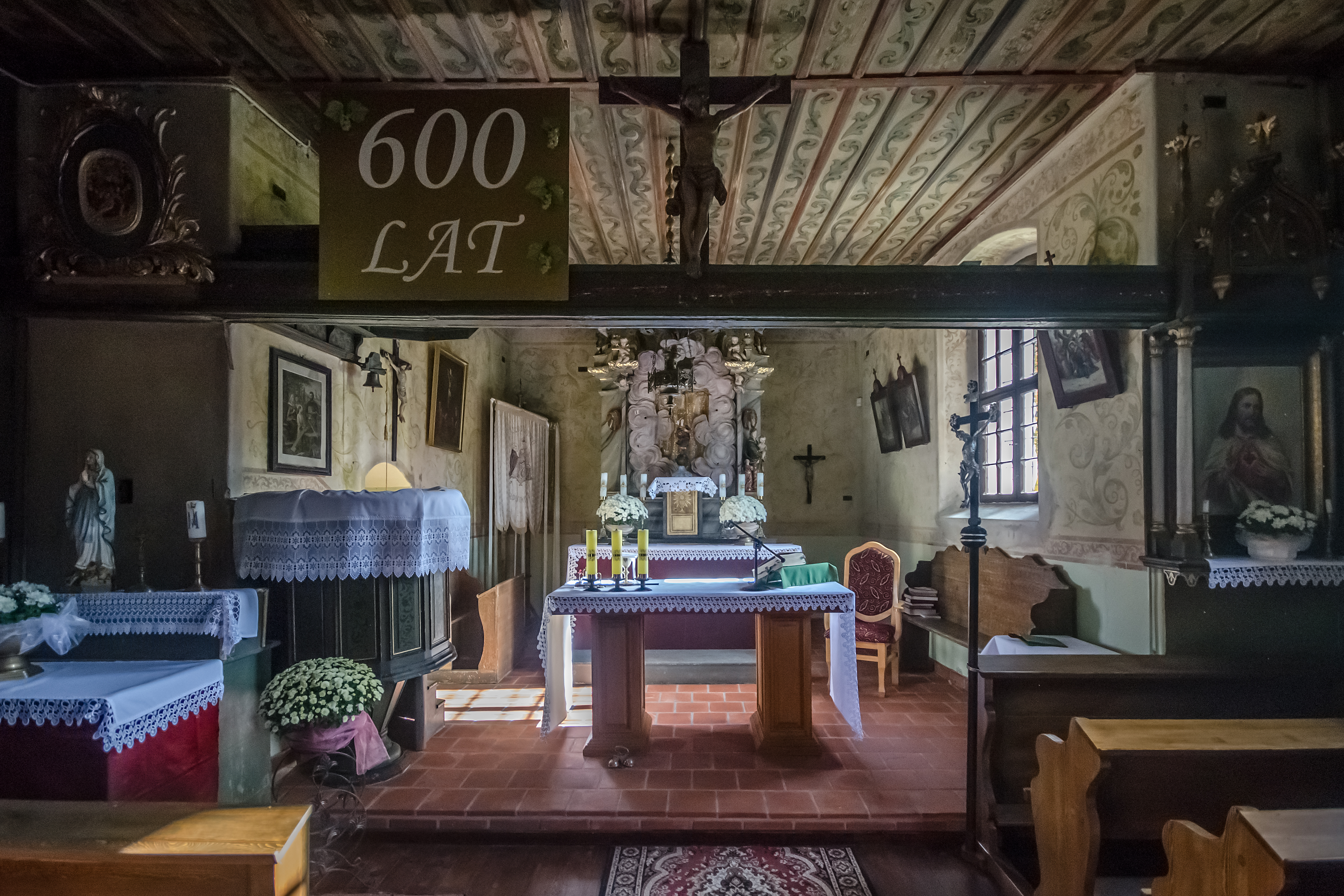
Innenansicht mit Altar

Die Kirche wurde erstmals im Jahr 1414 erwähnt. Der heutige Bau stammt aus Jahr dem 1592. Zwischen 1553 und 1654 war Belmsdorf protestantisch, sodass auch die Kirche zunächst für die protestantische Gemeinde neu erstand. Mit Einzug der Gegenreformation wurden auch Belmsdorf und die Kirche ab 1654 wieder katholisch. In der zweiten Hälfte des 17. Jahrhunderts wurde ein Glockenturm angefügt. Die Innenausstattung stammt größtenteils aus dem 17. und 18. Jahrhundert. 1936 wurde der Kirchenbau saniert.
Die Kirche steht seit 1954 unter Denkmalschutz. 2014 wurde das Gebäude saniert.

## Architektur und Ausstattung

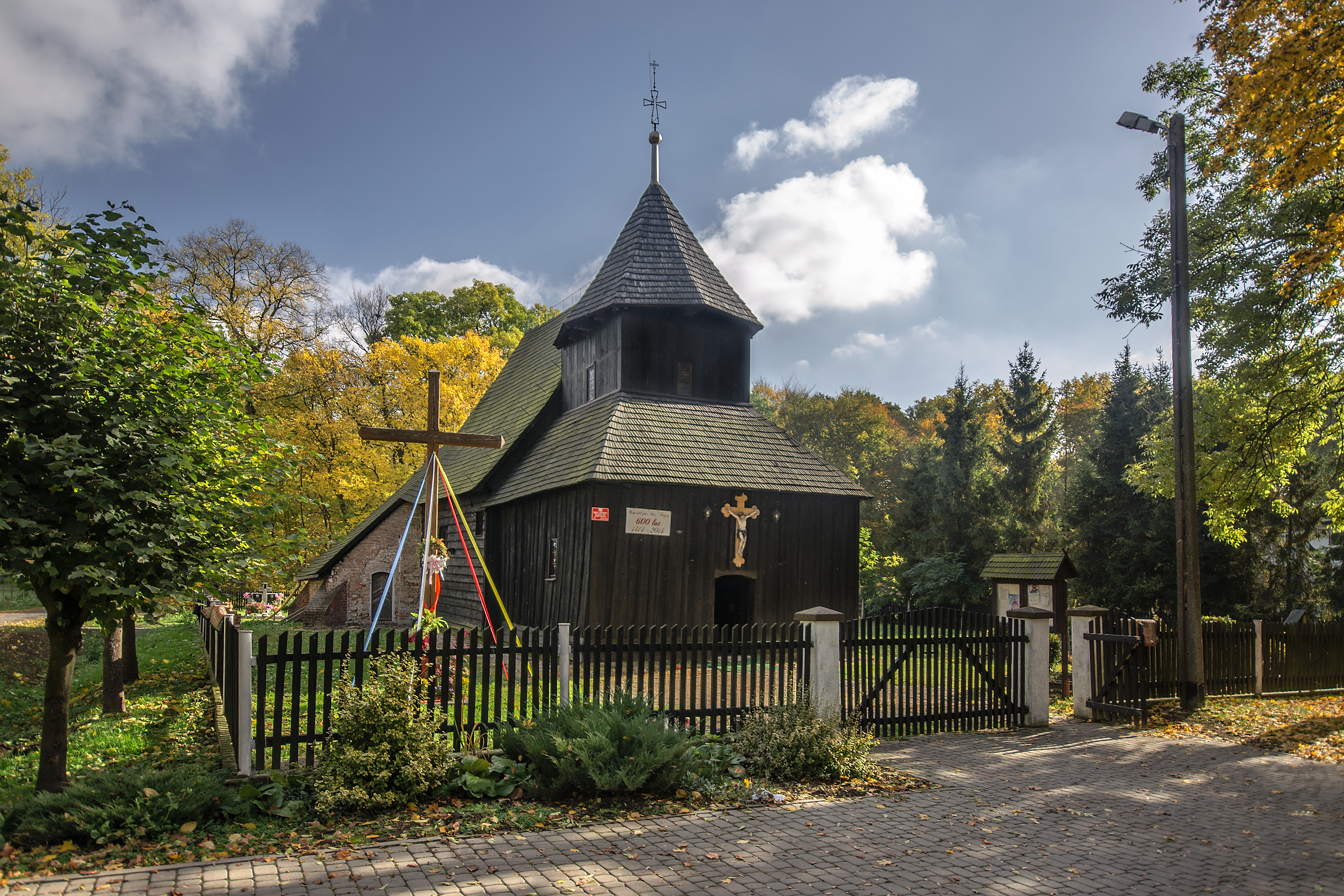
Westansicht mit Kirchturm

Der Kirchenbau besitzt ein Langhaus aus Schrotholz und einen gemauerten Chor mit Sakristei. Der Chor entstand bereits vor 1414 im gotischen Stil. Der Glockenturm an der Westseite der Kirche steht auf einem quadratischen Grundriss und besitzt ein achtflächiges Zeltdach. Das Satteldach der Kirche ist mit Schindeln bedeckt.
Die Innenausstattung stammt größtenteils aus dem 17. und 18. Jahrhundert und entstand im barocken Stil. Das Langhaus besitzt eine Flachdecke. Auf dem Triumphbogen befindet sich ein barockes Kruzifix. Die hölzerne Empore stammt aus dem 18. Jahrhundert. Der barocke Hauptaltar mit Figuren des Hl. Joachim und der Hl. Anna stammt aus dem Jahr 1720. Die Kirche besitzt ein Gemälde des Hl. Matthäus aus dem Jahr 1600.